# Scleria swamyi
Scleria swamyi är en halvgräsart som beskrevs av Ethirajalu Govindarajalu. Scleria swamyi ingår i släktet Scleria och familjen halvgräs. Inga underarter finns listade i Catalogue of Life.